# István Major
István Major (Budapeste, 20 de maio de  1949 - 3 de maio de 2014) foi um ex-atleta húngaro, praticante de salto em altura. Entre 1971 e 1974, ganhou quatro medalhas nos Campeonatos Europeus em Pista Coberta, bem como duas medalhas nas Universíadas. 
Esteve presente nos Jogos Olímpicos de 1972, onde se posicionou em sexto lugar na final. Repetiria a presença nos Jogos de Montreal 1976, mas aí teve uma prestação muito discreta, não passando das qualificações.
Foi quatro vezes campeão húngaro ao ar livre (em 1973, 1976, 1977 e 1978) e duas vezes em pista coberta (em 1977 e 1978).
Após terminar a sua carreira, mudou-se para o Canadá onde exerceu a profissão de professor do ensino primário. Regressou ao atletismo para participar em provas de veteranos, tendo sido, em 1990, campeão europeu da categoria de maiores de 40 anos, ao transpor a fasquia de 2.07 m. Em 2002, com 52 anos de idade, saltou 1.85 m. 
O seu filho Nimród Major foi também um saltador em altura de razoável qualidade.